# Neuralink
Neuralink Corporation là một công ty công nghệ thần kinh của Mỹ được thành lập bởi Elon Musk và những người khác, phát triển giao diện não–máy tính cấy ghép (BMI). Trụ sở chính của công ty ở San Francisco; nó đã được bắt đầu vào năm 2016 và lần đầu tiên được thông cáo công khai vào tháng 3 năm 2017.
Kể từ khi thành lập, công ty đã thuê một số nhà thần kinh học cao cấp từ nhiều trường đại học khác nhau. Đến tháng 7 năm 2019, nó đã nhận được 158 triệu đô la tài trợ (trong đó 100 triệu đô la là từ Musk) và đang thuê một đội ngũ gồm 90 nhân viên. Vào thời điểm đó, Neuralink tuyên bố rằng họ đang làm việc trên một thiết bị "giống như máy may" có khả năng cấy các sợi rất mỏng vào não, đã chứng minh một hệ thống đọc thông tin từ chuột thí nghiệm thông qua 1500 điện cực (gấp 15 lần so với mức tối đa hiện tại cho các hệ thống được sử dụng trong bộ não của con người) và dự kiến sẽ bắt đầu thử nghiệm với con người vào năm 2020 nhưng sau đó đã phải lùi kế hoạch do chưa xin được giấy phép. Kể từ tháng 5 năm 2023, Neuralink đã được FDA phê duyệt để thử nghiệm trên người tại Hoa Kỳ.

## Tổng quan công ty
Neuralink được thành lập vào năm 2016 bởi Elon Musk, Ben Rapoport, Dongjin Seo, Max Hodak, Paul Merolla, Philip Sabes, Tim Gardner, Tim Hanson và Vanessa Tolosa.
Vào tháng 4 năm 2017, một blog có tên Wait But Why đã báo cáo rằng công ty nhằm mục đích tạo ra các thiết bị để điều trị các bệnh não nghiêm trọng trong thời gian ngắn, với mục tiêu cuối cùng là tăng cường con người, đôi khi được gọi là siêu nhân. Musk cho biết ông có một phần hứng thú với ý tưởng từ một khái niệm khoa học viễn tưởng có tên là "neural lace" (ren thần kinh), một phần của vũ trụ hư cấu trong The Culture, một bộ gồm 10 tiểu thuyết của Iain M. Banks.
Musk định nghĩa ren thần kinh là một "lớp kỹ thuật số phía trên vỏ não" không nhất thiết phải ngụ ý phẫu thuật mở rộng mà lý tưởng là cấy ghép qua tĩnh mạch hoặc động mạch. Musk giải thích rằng mục tiêu dài hạn là đạt được "sự cộng sinh với trí tuệ nhân tạo", mà Musk coi là mối đe dọa hiện hữu, rủi ro tồn tại từ trí thông minh nhân tạo chung đối với nhân loại nếu không được kiểm soát. Vào thời điểm hiện tại, một số thần kinh giả (neuroprosthetics) có thể giải thích tín hiệu não và cho phép người khuyết tật kiểm soát cánh tay và chân giả của họ. Musk ám chỉ liên kết công nghệ đó với cấy ghép, thay vì chỉ đơn thuần kích hoạt chuyển động, có thể giao tiếp ở tốc độ băng thông rộng với các loại phần mềm và tiện ích bên ngoài khác.
Kể từ năm 2018, Neuralink có trụ sở tại Quận Mission, San Francisco, chia sẻ một tòa nhà văn phòng với OpenAI, một công ty khác do Musk đồng sáng lập. Musk là chủ sở hữu đa số của Neuralink kể từ tháng 9 năm 2018, nhưng không giữ vị trí điều hành. Vai trò của CEO Jared Birchall, người cũng được liệt kê là CFO và chủ tịch của Neuralink, và là giám đốc điều hành của nhiều công ty khác mà Musk thành lập hoặc đồng sáng lập, đã được mô tả là chính thức. Thương hiệu "Neuralink" đã được mua từ các chủ sở hữu trước đó vào tháng 1 năm 2017.

## Điện cực
Vào năm 2018, công ty đã "giữ bí mật cao về công việc của mình kể từ khi ra mắt", mặc dù hồ sơ công khai cho thấy họ đã tìm cách mở một cơ sở thử nghiệm động vật ở San Francisco; sau đó nó bắt đầu thực hiện nghiên cứu tại Đại học California, Davis.
Vào tháng 7 năm 2019, Neuralink đã tổ chức một buổi thuyết trình trực tiếp tại Viện hàn lâm Khoa học California. Công nghệ tương lai được đề xuất liên quan đến một mô-đun được đặt bên ngoài đầu không dây nhận thông tin từ các sợi điện cực linh hoạt mỏng được nhúng trong não. Hệ thống này có thể bao gồm "có tới 3.072 điện cực trên mỗi mảng được phân bổ trên 96 luồng (thread)" mỗi chiều rộng từ 4 đến 6 μm. Các luồng sẽ được nhúng bởi một bộ máy robot để tránh làm hỏng các mạch máu.

## Thách thức
Một thách thức kỹ thuật là môi trường hóa học của não có thể khiến nhiều loại nhựa dần bị hư hỏng. Một thách thức khác đối với cấy ghép điện cực mãn tính là phản ứng viêm đối với cấy ghép não. Việc truyền tin nhắn hóa học qua tế bào thần kinh bị cản trở bởi một vết sẹo thần kinh hình thành rào cản xảy ra trong vòng vài tuần sau khi chèn, sau đó là thoái hóa thần kinh tiến triển, làm giảm độ nhạy tín hiệu. Hơn nữa, các điện cực mỏng mà Neuralink sử dụng, có khả năng bị phá vỡ hơn các điện cực dày hơn và hiện không thể loại bỏ khi bị vỡ hoặc khi vô dụng sau khi hình thành sẹo lồi. Trong khi đó, các điện cực vẫn còn quá lớn để ghi lại sự bắn của từng nơ-ron riêng lẻ, vì vậy chúng chỉ có thể ghi lại sự bắn của một nhóm nơ-ron. Vấn đề này có thể được giảm thiểu theo thuật toán, nhưng điều này là tốn kém về mặt tính toán và không mang lại kết quả chính xác.

## Chỉ trích

### Văn hóa công ty
Một bài báo vào tháng 1 năm 2022 trên Fortune đã nêu bật những lời chỉ trích về văn hóa doanh nghiệp của Neuralink từ những nhân viên cũ giấu tên. Họ mô tả một "nền văn hóa đổ lỗi và sợ hãi" và một nền văn hóa có các ưu tiên bị bỏ trống. Ngoài ra, Musk bị cáo buộc làm suy yếu khả năng quản lý bằng cách khuyến khích nhân viên cấp dưới "gửi email các vấn đề và khiếu nại trực tiếp cho anh ấy."

### Thử nghiệm trên động vật
Neuralink kiểm tra các thiết bị của họ bằng cách phẫu thuật cấy ghép chúng vào não của khỉ, lợn và các động vật khác còn sống. Các phương pháp của Neuralink đã bị chỉ trích bởi các nhóm bảo vệ động vật như PETA.
Từ năm 2017 đến năm 2020, các thí nghiệm của Neuralink trên khỉ đã được tiến hành với sự hợp tác của UC Davis. Khi kết thúc hợp tác, UC Davis đã chuyển bảy con khỉ cho Neuralink.
Vào năm 2022, Ủy ban Bác sĩ về Y học có trách nhiệm (PCRM) cáo buộc rằng Neuralink và UC Davis đã ngược đãi một số con khỉ, khiến chúng bị đau khổ tâm lý, đau khổ tột cùng và nhiễm trùng mãn tính do phẫu thuật. Các thí nghiệm do Neuralink và UC Davis thực hiện có sự tham gia của ít nhất 23 con khỉ và PCRM tin rằng 15 trong số những con khỉ đó đã chết hoặc bị tiêu hủy do kết quả của các thí nghiệm. Hơn nữa, PCRM cáo buộc rằng UC Davis đã giữ lại bằng chứng hình ảnh và video về việc ngược đãi động vật.
Vào tháng 2 năm 2022, Neuralink xác nhận những con khỉ macaque đã chết và bị tiêu hủy sau khi thử nghiệm, đồng thời phủ nhận đã xảy ra bất kỳ hành vi ngược đãi động vật nào.
Vào tháng 12 năm 2022, có thông tin cho rằng Neuralink đang bị Bộ Nông nghiệp Hoa Kỳ (USDA) điều tra liên bang về các vi phạm phúc lợi động vật. Ngoài ra, một báo cáo của Reuters đã trích dẫn tuyên bố từ một số nhân viên của Neuralink rằng việc thử nghiệm đang được gấp rút do yêu cầu của Musk về kết quả nhanh chóng, điều này dẫn đến sự đau khổ và cái chết không cần thiết cho động vật.

### Thử nghiệm trên người
Năm 2022, FDA đã từ chối đơn đăng ký tiến hành thử nghiệm lâm sàng trên người của Neuralink với lý do "những lo ngại lớn về an toàn liên quan đến pin lithium của thiết bị; khả năng các dây nhỏ của thiết bị cấy ghép di chuyển đến các khu vực khác của não; và các câu hỏi về việc liệu thiết bị có thể được sử dụng hay không và bằng cách nào". loại bỏ mà không làm tổn thương mô não."
Ngày 25 tháng 5 năm 2023, FDA đã cấp cho Neuralink quyền miễn trừ thiết bị nghiên cứu (IDE), cho phép công ty bắt đầu thử nghiệm lâm sàng thiết bị cấy ghép não ở người.
Vào tháng 9 năm 2023, Neuralink đã mở các thử nghiệm đầu tiên trên người. Công ty đã tuyển dụng những người bị liệt tứ chi do chấn thương tủy sống cổ hoặc xơ cứng teo cơ một bên theo một miễn trừ thiết bị đang được FDA chấp thuận.
Vào ngày 29 tháng 1 năm 2024, Musk cho biết Neuralink đã cấy ghép thành công thiết bị giao diện máy tính não (BCI) mà công ty đặt tên là Telepathy vào một người vào ngày hôm trước và bệnh nhân đang hồi phục sau ca phẫu thuật. Neuralink đã cung cấp một vài thông tin chi tiết vào tháng 2 về cấy ghép trong một tờ rơi tuyển dụng cho nghiên cứu Giao diện não-máy tính cấy ghép bằng rô-bốt chính xác (PRIME). Vào ngày 20 tháng 2, Musk tuyên bố rằng người tham gia thử nghiệm trên người đầu tiên của Neuralink đã có thể điều khiển chuột máy tính thông qua suy nghĩ.
Vào ngày 20 tháng 3 năm 2024, Neuralink đã giới thiệu người đầu tiên được cấy ghép Neuralink trong thử nghiệm lâm sàng là anh Noland Arbaugh, 29 tuổi thông qua một buổi phát trực tiếp trên mạng xã hội X. Arbaugh đã bị liệt tứ chi sau khi gặp tai nạn lặn; trật đốt sống C4 và C5. Sau đó trong buổi phát trực tiếp, Noland đã chứng minh khả năng di chuyển con trỏ trên màn hình máy tính để anh có thể điều khiển nhạc và chơi các trò chơi như cờ vua. Noland bày tỏ sự ủng hộ đối với việc cấy ghép trong việc cải thiện đáng kể chất lượng cuộc sống của mình. Anh thừa nhận rằng thiết bị này vẫn chưa hoàn hảo nhưng anh rất hào hứng về tương lai và tin tưởng rằng nó sẽ thay đổi cuộc sống của anh đáng kể. Sau đó, Arbaugh đã tuyên bố trong một cuộc phỏng vấn với tờ The Wall Street Journal rằng 85% sợi cấy ghép từ thiết bị đã hoàn toàn bong ra khi não của anh đã dịch chuyển gấp khoảng ba lần so với những gì công ty dự tính. Tờ Wall Street Journal cũng đưa tin rằng Neuralink sẽ tiến hành thử nghiệm với người tham gia thứ hai với việc FDA chấp thuận các biện pháp khắc phục mà công ty đề xuất cho vấn đề xảy ra ở người tham gia thử nghiệm đầu tiên.
Vào tháng 8 năm 2024, người tham gia thử nghiệm thứ hai được báo cáo là đã được cấy ghép thành công.